# Mimosopsis imparilis
Mimosopsis imparilis là một loài thực vật có hoa trong họ Đậu. Loài này được (J.F. Macbr.) Britton & Rose mô tả khoa học đầu tiên năm 1928.